# Marc Minuci Fèlix
Marc Minuci Fèlix (en llatí Marcus Minucius Felix) era un jurista romà i un dels primers apologistes del cristianisme. Va viure a la fi del segle ii o ja al segle iii dC.

## Dades personals
De la seva vida personal no es tenen dades, se suposa que era del nord d'Àfrica per unes inscripcions trobades. Fins i tot la datació de la seva obra és aproximada entre el 150 i el 270. Jeroni d'Estridó en el seu llibre De Viris Illustribus en parlava fent servir l'expressió «Romae insignis causidicus» («un dels juristes romans més destacats») i probablement es basava en el que Lactanci ja havia escrit sobre ell.

## Obra principal
Marc Minuci Fèlix sobretot és conegut per ser l'autor d'un diàleg titulat Octavi entre el pagà Cecili Natalis i el cristià Octavi Januari, en el qual el primer es converteix. Per a datar aquest llibre els historiadors s'han basat en la frase «Quod idola dei non sint» que es creu va agafar del bisbe Cebrià de Cartago, per tant la seva datació va entre el regnat de Marc Aureli i el de Dioclecià.

### Argument

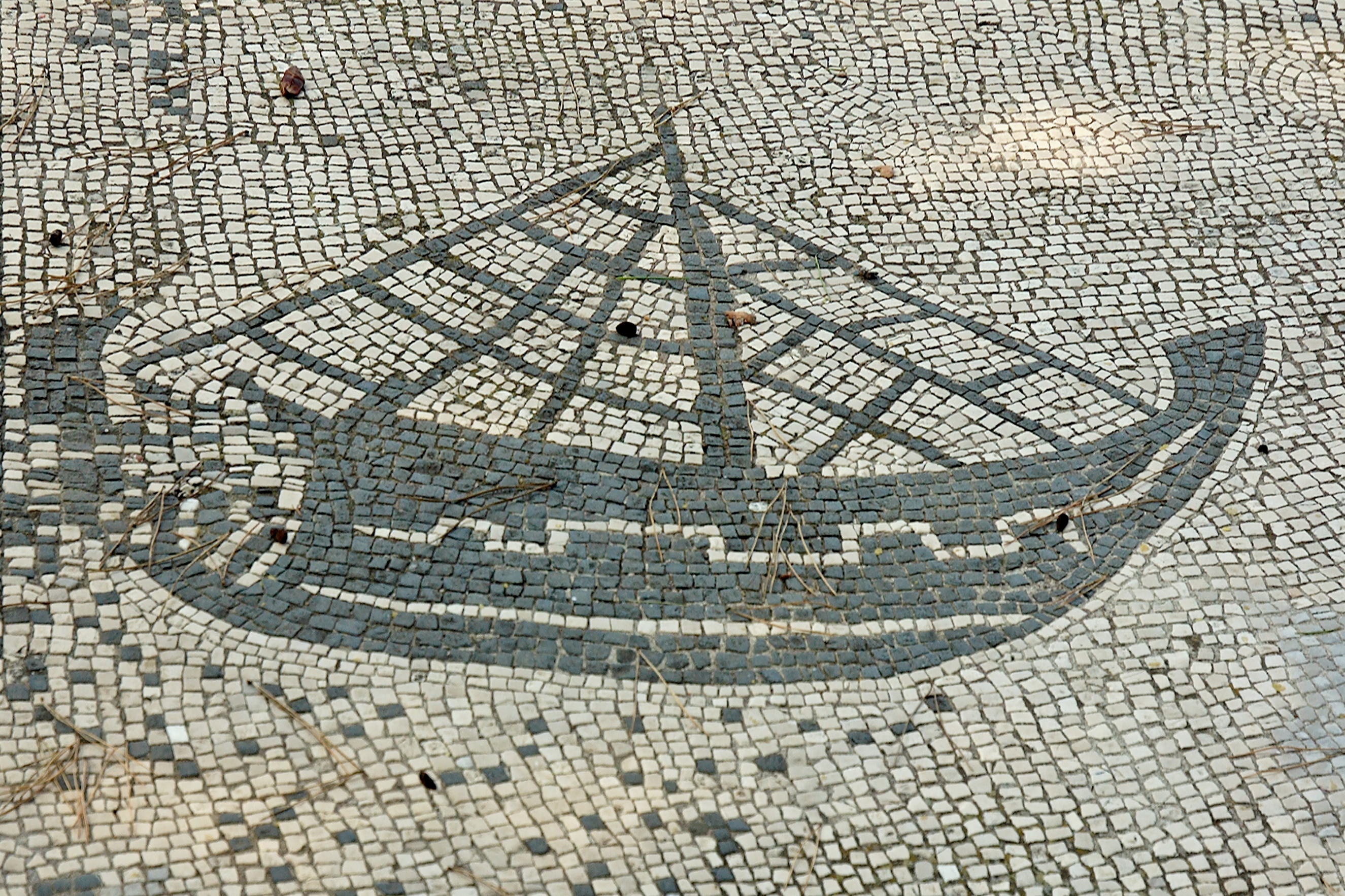
Mosaic de la platja d'Òstia amb un vaixell, lloc on passa l'argument del diàleg "Octavi".

Mentre Octavi i Minuci passegen per la platja d'Òstia es troben amb Cecili, d'origen pagà, que hi fa un acte d'homenatge a l'estàtua de Serapis. Això dona lloc a un debat en què Cecili ataca la religió cristiana i lloa la funció de la religió tradicional, mentre que Octavi, ataca els cultes idolàtrics pagans i parla a favor de la caritat i de l'amor al proïsme propis del cristianisme. Al final del diàleg Cecili es declara convençut i diu que es vol convertir al cristianisme, mentre que Minuci, que actua com a àrbitre, òbviament, dona la victòria a Octavi.

## Altres obres
Un llibre de nom De Fato, o Contra Mathematicos, va circular amb el seu nom però no el va escriure.